# Butlogłów północny
Butlogłów północny, wal butelkonosy północny, wal butelkonosy, dogling (Hyperoodon ampullatus) – gatunek ssaka morskiego z rodziny zyfiowatych (Ziphiidae).

## Budowa
Długość ciała 600–1000 cm; masa ciała 7500–10000 kg. Butlogłów północny to jedyny gatunek z rodziny zyfiowatych, w przypadku którego istnieją dowody na to, że dorosłe samce są konsekwentnie większe niż dorosłe samice. Noworodki osiągają długość ciała około 300–350 cm.

## Systematyka
Gatunek po raz pierwszy zgodnie z zasadami nazewnictwa binominalnego opisał w 1770 roku niemiecki przyrodnik Johann Reinhold Forster nadając mu nazwę Balæna ampullata. Holotyp pochodził z Maldon, w hrabstwie Essex, w Wielkiej Brytanii. Opis oparty na butlogłowach północnych widzianych na morzu przez Pehra Kalma i zasadniczo na podstawie opisu wieloryba przez Thomasa Pennanta, który został znaleziony na mieliźnie w 1717 roku.
Autorzy Illustrated Checklist of the Mammals of the World uznają ten gatunek za monotypowy.

### Etymologia
- Hyperoodon: gr. υπερώα yperōa „podniebienie”; οδους odous, οδοντος odontos „ząb”[47].
- ampullatus: nowołac. ampullatus „butlowy”, od łac. ampulla „butla, dzban, słoik”; przyrostek -atus „wyposażony, odnoszący się do”[48].

## Rozmieszczenie geograficzne
Butlogłów północny występuje w chłodniejszych wodach północnego Oceanu Atlantyckiego aż na północ do Cieśniny Davisa, Jan Mayen i Spitsbergenu oraz na południe aż do północno-wschodnich Stanów Zjednoczonych, Azorów i Wysp Kanaryjskich; we wschodnim Oceanie Atlantyckim występuje stosunkowo rzadko na południe od Zatoki Biskajskiej. Rozmieszczenie stosunkowo ciągłe na niektórych obszarach, np. we wschodniej części Oceanu Atlantyckiego, ale bardziej rozdrobnione na innych, np. we wschodniej Kanadzie.

## Cykl życiowy
Butlogłowy północne osiągają dojrzałość płciową przy długości ciała około 600 cm u samic i około 730 cm u samców w wieku 7–8 lat. Ciąża trwa około 12 miesięcy, po czym rodzi się jedno młode.

## Status zagrożenia
W Czerwonej księdze gatunków zagrożonych Międzynarodowej Unii Ochrony Przyrody i Jej Zasobów został zaliczony do kategorii NT (ang. near threatened „bliski zagrożenia”).